# Madonna col Bambino tra i santi Giovanni Battista e Caterina d'Alessandria (Previtali)
Madonna col Bambino e santi Giovanni Battista e Caterina d'Alessandria è un dipinto olio su tavola di Andrea Previtali conservato presso la sagrestia della Chiesa di San Giobbe a Venezia. Il dipinto fu eseguito negli anni giovanili dell'artista quando lavorara nella bottega di Giovanni Bellini.

## Storia
Andrea Previtali era nato nella bergamasca ma con il padre commerciante di corde e aghi, da qui il suo firmarsi Andrea Cordelle agi, si era trasferito molto giovane a Venezia dove fu avviato alla scuola di pittura nella bottega di Giovanni Bellini da cui prenderà spunto in ogni suo lavoro. Fece ritorno a Bergamo solo nel 1512, quando fu invitato alla realizzazione di molti lavori per la nuova borgheria cittadina.
Vi è una copia di questo dipinto eseguito forse in precedenza e conservato presso la National Gallery londinese dove un cartiglio posto sotto l'immagine della Vergine scrive: + 1504/Andrea Cordelle/Agi dissipulus/iouanis Bellini/pinxit e un il numero 24. Numero che ha avuto differenti interpretazioni, qualcuno ritiene fosse l'età dell'artista oppure andrebbe considerato come segno identificativo personale signus tabellanolis, metodo che veniva usato dai notai del XVI secolo per meglio identificare le autenticità di opere e documenti.

## Descrizione
Il dipinto raffigura una Sacra conversazione con la Madonna col Bambino in centro tra i santi Giovanni Battista e santa Caterina d'Alessandria nell'atto di ricevere l'anello nuziale. La raffigurazione del Matrimonio mistico di santa Caterina era frequente nel XVI secolo.
Il Bambino porta al collo una collanina con un pendente di corallo. Questo è un elemento di elevato simbolismo fin dall'antichità. Diversi sono inoltre le opere che riportano questo particolare come il dipinto Madonna col Bambino di Jacobello d'Antonio conservato all'Accademia Carrara di Bergamo, o la Madonna di Senigallia di Piero della Francesca e altre, ma erano tutti lavori che il Previtali non aveva potuto conoscere.

Il corallo è un ornamento a cui si davano virtù protettive dalle calamità fin dal periodo dei romani, e poteri farmacologici per la cura delle malattie neonatali, come indicato da Calinno Leonardi nel Speculun lapidum pubblicato nel 1502, il quale riteneva che la polvere ricavata dalla limatura del corallo avesse poteri quasi magici di guarigione e di prevenzione delle malattie epilettiche. Nel medioevo la fede portava a considerare che la preghiera rivolta a Gesù e ai santi potesse preservare da ogni malattia quindi associare le due cose doveva essere di maggior aiuto per scacciare il male, queste raffigurazioni venivano poste anche sopra le porte di accesso delle abitazioni a protezione dei suoi abitanti.
Il dipinto presenta un san Giovanni Battista visibilmente belliniano, associabile alla Sacra conversazione Giovanelli del 1503 mentre il paesaggio sullo sfondo della tela, pur avendo la medesima collocazione, riporta maggiormente l'architettura della città orobica con le montagne all'orizzonte. Differente l'immagine di santa Caterina d'Alessandria dall'aspetto molto giovane e riccamente vestita, avvolta in un manto rosso, reggendo la palma segno del martirio.